# Abbey Road
Abbey Road là album thứ 11 của ban nhạc rock người Anh, The Beatles. Album phát hành vào ngày 26 tháng 9 tại Anh, và ngày 1 tháng 10 năm 1969 tại Mỹ. Cho dù Let It Be được phát hành vào năm 1970, thực tế Abbey Road mới là album phòng thu cuối cùng của ban nhạc. Ngày 20 tháng 8 năm 1969, bốn thành viên của The Beatles đã cùng nhau thảo luận lần cuối, và sau khi George Martin cho phát hành album, John Lennon khẳng định anh sẽ không tham gia vào bất kể hoạt động nào của nhóm nữa. Tuy nhiên, tới tháng 4 năm 1970, The Beatles mới chính thức tuyên bố tan rã.
Abbey Road được coi là một trong những album xuất sắc nhất của The Beatles, là một trong những album quan trọng của âm nhạc thế giới, cho dù nó được thu âm vào giai đoạn cuối cùng của ban nhạc. Năm 2004, tạp chí Rolling Stone xếp Abbey Road vào vị trí thứ 14 trong danh sách "500 album vĩ đại nhất mọi thời đại" và tới năm 2009, độc giả của tờ báo này bầu chọn Abbey Road là album hay nhất của The Beatles. Abbey Road bán được khoảng 20 triệu bản trên toàn thế giới, và trở thành album bán chạy thứ hai của The Beatles, sau Sgt. Pepper's Lonely Hearts Club Band. Ảnh hưởng của Abbey Road là vô cùng lớn, khi các ca khúc của album vẫn trở thành những bản hit khi album được chỉnh âm và ghi lại dưới dạng CD vào năm 2009.

## Ra đời

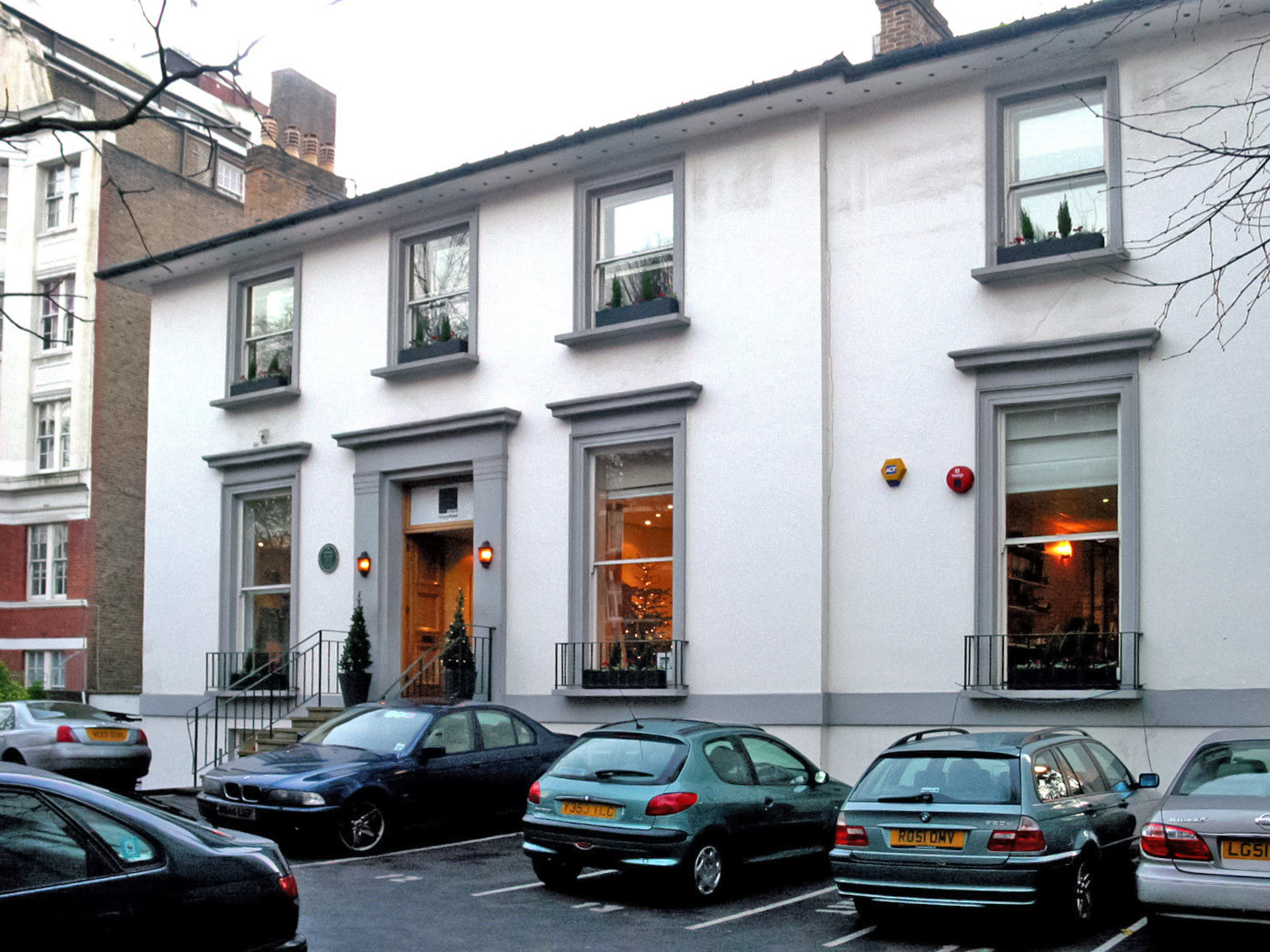
Phòng thu Abbey Road

Năm 1968, sau thành công của Album trắng, The Beatles tiếp tục có ý định thực hiện album hoành tráng tiếp theo, và theo đó viết nên "dự án Get Back". Tuy nhiên mọi việc không hoàn toàn suôn sẻ. Sau những bất đồng nội bộ, quá trình thực hiện không còn đảm bảo tiến độ do các thành viên của The Beatles có nhiều mối quan tâm riêng. Sau Album trắng, The Beatles có ra mắt Yellow Submarine, nhưng đó là một album không được đánh giá cao về chuyên môn. Cũng chính sự ra đời của Yellow Submarine khiến "dự án Get Back" thất bại hoàn toàn.
Tháng 4 năm 1969, Paul McCartney có yêu cầu George Martin sản xuất một album "như ngày xưa" (ý nói một album tự do không ép buộc vào bất kể một dự án nào). Martin đồng ý và hỏi lại Paul liệu John có tán thành không, và Paul nói "có, có chứ". Geoff Emerick và Alan Parsons cũng nhiệt liệt ủng hộ và tham gia vào ý tưởng mới. Trong The Beatles Anthology, các Beatle nói rằng với Abbey Road, thực sự họ cảm thấy thoải mái và không còn có sự gò bó nào ("go out on a high road"). Trước quá trình thu âm, John Lennon bị tai nạn xe hơi tại Scotland và mất 2 tuần để hồi phục hoàn toàn.
Với George Martin, album là Vol.2 của Sgt. Pepper. Album ban đầu có tên là Everest, theo tên loại thuốc lá mà Geoff Emerick vẫn hút. Ý tưởng theo kèm là hình ban nhạc bước chân lên dãy Himalaya, tuy nhiên nó không được lòng mọi người (quá tốn kém tiền bạc và thời gian). Ringo Starr thốt lên: "Sau này người ta chỉ nói về phố Abbey mà thôi!" và tên album được lựa chọn.
Những phần thu âm đầu tiên thực tế được thực hiện từ tháng 2 ("I Want You" tại phòng thu Trident), tháng 4 ("Oh! Darling" và "Octopus's Garden"), và tháng 5 ("You Never Give Me Your Money" tại phòng thu Olympic). Toàn bộ album được thâu và chỉnh âm từ ngày 1 tháng 7 tới ngày 20 tháng 8 năm 1969 tại phòng thu Abbey Road.
Dù George Martin gọi Abbey Road là một album hạnh phúc, thực tế album lại tiếp tục đánh dấu sự gia tăng những bất đồng cá nhân trong ban nhạc. Trong khi đó George Harrison ngày một khó khăn hơn trong việc tạo nên tiếng nói. Tuy nhiên, Abbey Road ghi nhận sự đóng góp xuất sắc nhất của Harrison với 2 ca khúc được coi là sáng tác hay nhất của anh, "Here Comes the Sun" và "Something" (ca khúc duy nhất của George được chọn làm đĩa đơn cho The Beatles và đứng thứ nhất tại các bảng xếp hạng).

## Thu âm và sản xuất

### Thu âm
Tất cả đều được thực hiện trong khoảng từ tháng 7 tới tháng 8 năm 1969. John Lennon chỉ bắt đầu từ ngày 9 tháng 7, sau khi hoàn toàn hồi phục từ vụ tai nạn. Tuy nhiên, Yoko Ono vẫn xuất hiện cùng ban nhạc trong suốt quá trình thu âm. Thậm chí John còn yêu cầu dựng một chiếc giường nhỏ tại một góc của phòng thu số 2, cùng với đó là một chiếc mic để anh có thể nghe thấy tiếng Yoko ngay cả trong lúc thu âm. Điều đó là một việc "không giống như xưa", song vì quá mệt mỏi vì những xích mích từ Album trắng, các Beatle khác và George Martin đều tránh tối đa những tranh cãi có thể.
Có vài khoảnh khắc vô cùng đáng nhớ, mà theo Geoff Emerick là "giống ngày xưa": đó là khi tất cả chung sức cho "Come Together" của John Lennon, thu âm và đặt tên cho đoạn medley, chơi solo trong "The End" và cùng phối khí cho "Because".
Jeff Jarrat, một kỹ thuật viên của EMI nói: "Khi George Martin nói với tôi rằng ông ấy bận, ông ấy dặn tôi: "Có một Beatle là tốt. Hai Beatle, tuyệt. Ba Beatle, ảo diệu. Khi mà cả bốn người họ cùng có mặt, đó là những khoảnh khắc vô cùng cuốn hút và không thể giải thích được, một thứ phép màu mà chỉ có bốn người họ mới có thể diễn giải. Cậu có thể có được tình bạn với họ, và rồi cậu cũng sẽ hiểu được cái sự góp mặt không-thể-giải-thích-được đó." Và đúng là mọi chuyện diễn ra như vậy. Tôi không thể cảm nhận được điều đó trong bất kể hoàn cảnh nào khác. Một cảm giác tuyệt vời khi cả bốn cùng ở đó." Theo Ringo Starr: "Tôi nghĩ là mọi người sẽ cảm nhận được điều đó khi nghe album một cách chăm chú. Các ca khúc rất tốt, và nó được thực hiện thật cẩn thận. Có nhiều câu hỏi thường trực, nhưng khi chúng tôi thực hiện chúng, nếu chúng tôi thấy âm nhạc đã thực sự tốt, mọi thứ sẽ đều bỏ qua."
Năm ca khúc trong album có sự góp mặt của dàn nhạc ("Something" và "Here Comes the Sun" của George Harrison, "Golden Slumbers", "Carry That Weight" và "The End" của Paul McCartney) đều được thu trong một ngày duy nhất, ngày 15 tháng 8, tại phòng thu số 1 của Abbey Road. Hai tác giả điều khiển dàn nhạc cùng Martin. John Lennon không tham gia vào buổi thu âm này, với lý do là không có tác phẩm nào của anh trong album sử dụng nhạc cụ cổ điển.

### Thử nghiệm

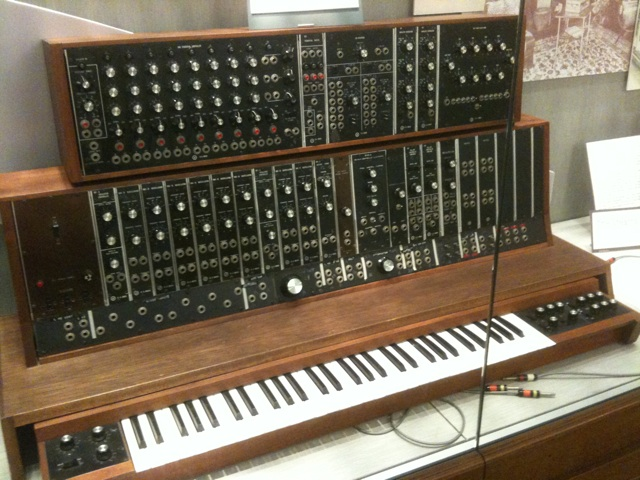
Máy chỉnh âm Moog

Các Beatle yêu cầu với nhân viên của phòng thu Abbey Road những cải tiến kỹ thuật thu âm, điều vẫn xảy ra kể từ khi họ thực hiện Sgt. Pepper's Lonely Hearts Club Band. Abbey Road, một phần của Album trắng và Let It Be là những album mà The Beatles sử dụng công nghệ ghi âm 8 băng, thay cho kỹ thuật ghi âm 4 bằng mà họ áp dụng từ "I Want to Hold Your Hand" (1963) và sau đó là A Hard Day's Night (1964). Ban đầu, các kỹ thuật viên của phòng thu EMI khá nghi ngờ về tính thực tiễn của chiếc máy 8 băng, cho tới khi "Hey Jude" đem lại những thành công rõ rệt trong việc thu âm.
George Harrison sử dụng trong quá trình thu âm một chiếc máy hoàn toàn mới, máy chỉnh âm Moog, thứ mà anh được nhận trực tiếp từ tác giả Robert Moog. Đây là một loại máy khá cổ điển, sử dụng đơn kênh vào thời đó, nó cồng kềnh như một chiếc tủ. Vừa chơi vừa tìm tòi sử dụng, Harrison đã sử dụng chiếc máy trong khá nhiều ca khúc của Abbey Road (như "Because", "Maxwell's Silver Hammer" và "Here Comes the Sun"). Chiếc máy này sau này vẫn được Harrison sử dụng nhiều trong album Electronic Sound. Harrison cũng sử dụng những đạo cụ mới, như chiếc ống tuýp kim loại, lấy từ bộ chuyển âm Leslie, để chơi guitar.
Một trong những kỹ thuật viên nổi tiếng nhất thực hiện album là Alan Parsons. Sau Abbey Road, ông tiếp tục thành công với The Dark Side of the Moon – album huyền thoại của Pink Floyd – trước khi thực hiện một loạt album nổi tiếng khác trong dự án The Alan Parsons Project. Một nhân vật khác là John Kurlander, một kỹ thuật viên tham gia vào rất nhiều buổi thu, sau này trở thành nhà sản xuất và thu âm, được biết đến nhiều nhất khi tham gia sau này vào bộ 3 phim The Lord of the Rings (2001-2003).

### Tan rã
Abbey Road thựcc tế là album cuối cùng của The Beatles, cho dù nó được phát hành trước Let It Be (1970). Ngày 20 tháng 8 năm 1969, "I Want You (She's So Heavy)" là ca khúc cuối cùng mà cả bốn thành viên cùng nhau thu âm tại phòng thu Abbey Road.
Sau khi cùng nhau làm việc, tất cả đều thống nhất, rằng họ không thể tiếp tục chơi nhạc cùng nhau nữa. George Martin nói: "Vì tất cả đều đã làm việc hết sức bên nhau, vậy nên tôi đặc biệt thích album này".
Tháng 9 năm 1969, John Lennon tuyên bố anh sẽ bắt đầu sự nghiệp solo cùng với người vợ Yoko Ono. Tháng 10, họ thành lập Plastic Ono Band. Tháng 4 năm 1970, The Beatles chính thức tuyên bố tan rã.

## Dấu ấn thành viên

### Cấu trúc album
Hai mặt của album có cấu trúc hoàn toàn khác biệt. Mặt A bắt đầu bằng "Come Together" và kết thúc bởi "I Want You (She's So Heavy)" đều là sáng tác của John Lennon, là tập hợp của các ca khúc sáng tác cá nhân, không theo một cấu trúc nào cả. Mặt B có một phần lớn là một medley các ca khúc đã và chưa từng hoàn thành (5 ca khúc của Paul McCartney và 3 của John Lennon), được sắp xếp bởi ban nhạc và George Martin.
Hầu hết các bài hát trong album đều là những ca khúc thu riêng lẻ, từ thời kỳ Album trắng (1968) dưới dạng demo, sau đó là những ca khúc lấy từ "dự án Get Back". Tuy nhiên, hè 1969, chúng được thực hiện và xử lý lại trong quá trình ghi âm Abbey Road, đặc biệt là với medley khi các ca khúc được chơi liên tiếp không dừng.

### Các ca khúc sáng tác cá nhân
Các sáng tác ngày một mang tính cá nhân là điều xuất hiện từ Album trắng. Gần như không có sự đóng góp tương quan giữa các thành viên, trong việc sáng tác, vào các tác phẩm của nhau. Điều này nhận thấy khá rõ trong cả album cho tới tận trước medley.
"Come Together"
"Come Together" là sáng tác của John Lennon. Phần điệp khúc của bài hát lấy từ tham luận tranh cử thống đốc bang California của Timothy Leary năm 1969: "Let's get it together! Come together, join the party!" Bài hát được bắt đầu bằng một đoạn bass vô cùng đặc sắc của Paul McCartney, mà theo John, điều đó thực sự thích thú ("funky"). Nhiều nghi ngờ rằng ca khúc được thu trong thời kỳ bed-in của John khi anh ở Canada, nơi mà anh thu ca khúc nổi tiếng "Give Peace a Chance", thực tế thì "Come Together" được thực hiện bởi toàn bộ ban nhạc. "Here comes old flat-top" được lấy từ bài hát "You Can't Catch Me" của Chuck Berry. "Come Together" được ra đĩa đơn kép cùng với "Something" và trở thành hit số 1 tại Anh và Mỹ. Theo George Martin, đây là một trong những ca khúc ưa thích nhất của các Beatle.
"Something"
"Something" được viết vào tháng 10 năm 1968 và là sáng tác duy nhất của George Harrison trở thành đĩa đơn của The Beatles. Câu hát đầu tiên, "Something in the Way She Moves", được lấy từ nhan đề một ca khúc của một ca sĩ hợp đồng với Apple, James Taylor. Phần lời được Harrison hoàn chỉnh trong quá trình của "dự án Get Back". Bài hát thực tế được Harrison giới thiệu lần đầu tiên với Joe Cocker, chứ không phải The Beatles. "Something" là ca khúc yêu thích của John Lennon, còn theo Paul McCartney, đây là sáng tác xuất sắc nhất của George. Frank Sinatra, người sau này từng hát lại ca khúc, nói rằng đó là "một cảm giác thật sự khác với Lennon-McCartney". "Something" trở thành đĩa đơn đạt vị trí số 1 duy nhất của The Beatles mà không ký tên Lennon-McCartney. Bài hát là ca khúc được hát lại nhiều thứ hai của The Beatles, sau "Yesterday", bởi rất nhiều ca sĩ, trong đó có cả Elvis Presley, Shirley Bassey, Tony Bennett, James Brown, Radiohead, Julio Iglesias, Smokey Robinson, Joe Cocker.
"Maxwell's Silver Hammer"
Bài hát của McCartney được viết vào tháng 10 năm 1968, thu âm lần đầu vào tháng 1 năm 1969 tại Twickenham film Studios để sẵn sàng cho "dự án Get Back". Nó không hề được chỉnh sửa cho tới quá trình thu âm 6 tháng sau đó tại Abbey Road. Quá trình thu âm tại phòng thu số 2 mất tận 3 ngày vì Paul yêu cầu các thành viên làm lại không ngừng cho tới khi anh cảm thấy nó hoàn thiện. Điều này khiến nhiều thành viên thấy không hài lòng. Có thể thấy trong bộ phim tài liệu Let It Be, Mal Evans là người gõ đe để tạo ra tiếng bang, bang. Theo Geoff Emerick, John Lennon từ chối tham gia vào quá trình thu vì anh không thích tên bài hát; đây thực sự chỉ là một lý do để anh tự tách mình ra khỏi các hoạt động liên quan tới McCartney.
"Oh! Darling"
"Oh! Darling" là một ca khúc vô cùng chỉn chu của Paul McCartney, đặc biệt trong phần thể hiện. Điều này khiến Paul phải luyện thanh rất sớm mỗi buổi sáng tại phòng thu để có được giọng gằn khỏe. John Lennon nói rằng anh hoàn toàn mong muốn được hát ca khúc này, vì anh thấy giọng anh hợp hơn so với Paul. Tuy nhiên điều đó không xảy ra vì với The Beatles, các tác giả vẫn (thường) là người hát chính các ca khúc của chính mình.
"Octopus's Garden"
"Octopus's Garden" và "Don't Pass Me By" (trong Album trắng) là 2 ca khúc duy nhất của Ringo Starr được thu cho The Beatles. Bài hát lấy cảm hứng từ chuyến đi của Starkey tới đảo Sardegna vào mùa hè năm 1968, một chuyến đi mà anh đã tự tìm cho mình một cảm giác tự do và bỏ ngoài tai "dự án Get Back" ("No one there to tell us what to do" – lời anh viết trong ca khúc). Phần lời được chỉnh sửa bởi các Beatle khác, trong khi phần nhạc được viết một phần bởi George Harrison. Đây là một sáng tác vô cùng được ưa thích của The Beatles, đặc biệt là với trẻ em.
"I Want You (She's So Heavy)"
Bài hát của John Lennon chỉ có vẻn vẹn 14 từ. Đây là sản phẩm của 2 quá trình thu riêng biệt. Billy Preston thực hiện phần thu organ vào tháng 2 năm 1969, khi kết thúc của "dự án Get Back". Nó được chỉnh sửa và trộn âm với một bản thâu khác trong quá trình thực hiện Abbey Road sau này. Ca khúc kéo dài tận gần 8 phút và là bài hát dài thứ hai của The Beatles sau "Revolution 9". Khi kết thúc của bài hát đang nhỏ dần, John Lennon nói to với Geoff Emerick: "Hãy dừng ở đây!". Ca khúc dừng đột ngột ở 7 phút 44 giây và là ca khúc kết thúc mặt A của album. Đó là ngày 20 tháng 8 năm 1969: "I Want You (She's So Heavy)" là ca khúc cuối cùng mà 4 thành viên của The Beatles cùng thu âm với nhau.
"Here Comes the Sun"
Mùa xuân 1969, George Harrison đã viết một ca khúc thành công khi một lần ngồi ở vườn nhà Eric Clapton "Một ca khúc tới rất tự nhiên". Với lời ca đơn giản và giai điệu nhẹ nhàng, dù không được làm đĩa đơn cho Abbey Road, ca khúc này lại trở thành một trong những bài hát được biết tới nhiều nhất của The Beatles. "Here Comes the Sun" được phát trên đài, truyền hình và các sóng phát thanh và thực tế là bài hát nổi tiếng nhất của George Harrison.
"Because"
John Lennon nói anh có cảm hứng với "Because" khi nghe Yoko Ono chơi "Sonata Ánh trăng" của Beethoven. John Lennon, George Harrison và Paul McCartney cùng hòa âm trong ca khúc và ca khúc được ghi đè (overdubs) trong tổng cộng 3 lần, tức là có tận 9 ca sĩ ảo trong bài hát. Cả ba Beatle ngồi cạnh nhau và hợp ca trong 3 lần, Ringo Starr dù không phải làm gì cũng vẫn ngồi cạnh các đồng nghiệp. Trong Anthology 3 và Love sau này, người hâm mộ có thể được nghe "Because" hát hoàn toàn a cappella.

### Medley
Medley có thể được hiểu là liên khúc. Với Abbey Road, medley được Lennon, McCartney và Martin sắp xếp theo một trật tự duy nhất để các ca khúc luôn được đảm bảo có một đoạn chuyển dài và tự khác biệt rõ ràng với nhau.
Dài tổng cộng tới 16 phút, medley là thử nghiệm cực kỳ đặc biệt của bộ đôi Lennon-McCartney, với sự trợ giúp của George Martin và 2 Beatle còn lại. "Tôi muốn gộp lại tất cả những chi tiết riêng lẻ nhất." Paul nói. "Tôi thực sự tỉ mỉ trong ý tưởng này. Và nó tới như một kiểu sưu tập vậy. Tới một lúc, tôi nghĩ rằng cần trộn lẫn chúng lại nhưng phải sắp xếp như một bản hòa tấu. Một ý tưởng hay đối với khoảng chục ca khúc mà chúng tôi chưa hoàn thành."
Martin kể lại: "Tôi từng nói với Paul ngay khi hoàn thành Sgt. Pepper's Lonely Hearts Club Band, rằng cần phải làm một cái gì đó thật giá trị, và chúng tôi quyết định làm nó trong trọn vẹn mặt B. John khá là không hài lòng với những gì chúng tôi làm, có lẽ vì gần như chỉ có tôi và Paul làm mặt B." Ông nói tiếp: "John là một Teddy Boy. Cậu ấy là một rocker, nên cậu ấy luôn muốn có những ca khúc riêng. Vậy là chúng tôi đi tới một thỏa thuận, và John đã hợp tác: cậu ấy tới và mang theo tập giấy nhạc. Ra là cậu ấy cũng từng có ý tưởng viết tất cả các bài hát theo một giai điệu lớn duy nhất."
"Thực tế là có vài vấn đề mang tính cấu trúc, kể cả khi chúng tôi đã áp dụng kĩ thuật ghi đè. Thế nên chúng tôi buộc phải chơi lại cả medley. Tất cả đều thống nhất thứ tự các bài hát, ghi ra trước mặt rồi chọn tông chuẩn từ đầu tới cuối. Một trải nghiệm thực sự mới mẻ".

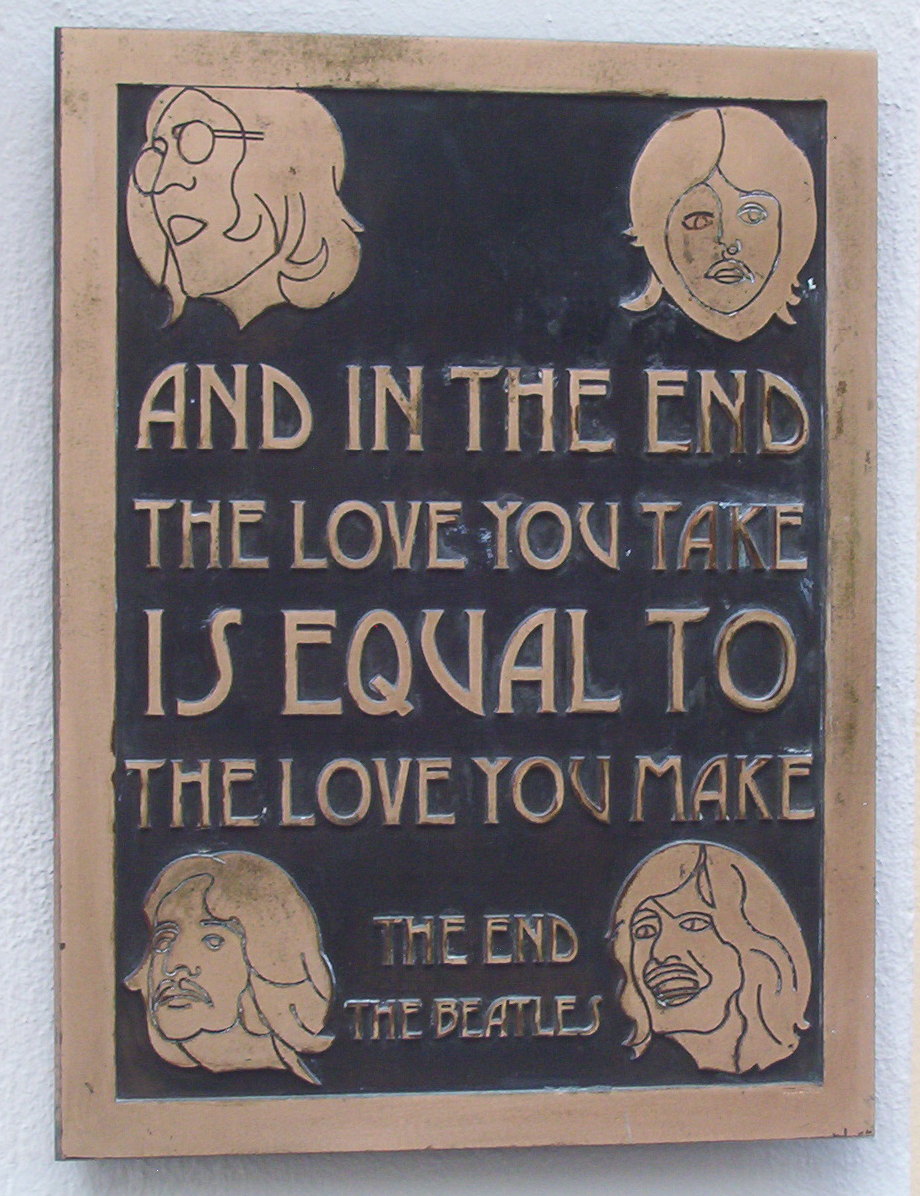
Câu hát bất tử của "The End"

Medley chiếm hầu hết phần mặt B, bắt đầu bởi ca khúc "You Never Give Me Your Money" của Paul McCartney, bài hát tạo nên chủ đề chính của khúc nhạc, giai điệu mà sau cũng xuất hiện trong "Carry That Weight". Sau "You Never Give Me Your Money" là ca khúc chưa hoàn thành của John Lennon: "Sun King", một ca khúc mà, giống với "Because", là một ghi âm liên tiếp các hòa âm của Lennon, McCartney và Harrison, song lại kết thúc bởi một hỗn hợp tiếng Tây Ban Nha - Ý, sau này được ghi dưới tên "Gnik Nus" trong album Love (2006). "Mean Mr. Mustard" và "Polythene Pam" sáng tác bởi John Lennon được The Beatles thu trong chuyến đi thăm Maharishi Mahesh Yogi từ đầu năm 1968.
Bốn ca khúc tiếp theo là các sáng tác của Paul McCartney. Lennon hét lên Oh look out! để bắt đầu ca khúc đầu tiên, một ca khúc mà ban nhạc không biết đặt tên gì ngoài việc lấy ngay câu hát đầu tiên, "She Came In Through the Bathroom Window", lấy hình ảnh từ một câu chuyện có thật: một fan nữ cuồng đã đột nhập vào nhà McCartney bằng cách phá cửa sổ phòng tắm. "Golden Slumbers" ngay sau là một ca khúc lấy lời từ một bài hát cổ từ thế kỷ 17 của Thomas Dekker mà Paul tình cờ tìm thấy bản nhạc khi chơi piano: không quan tâm tới giai điệu, Paul chỉ nhìn lời và sáng tác một bài hát riêng. Tiếp sau là "Carry That Weight", một sáng tác dở dang có chèn thêm giai điệu của "You Never Give Me Your Money" với phần hát của cả bốn thành viên. "The End" kết thúc medley: bỏ ngoài trường hợp đặc biệt của "Her Majesty", đây có thể coi là bài hát kết thúc album.
"The End" là bài hát duy nhất của The Beatles mà Ringo Starr có những đoạn chơi trống solo thực sự dài. Ringo đã chứng minh anh là một tay trống tài năng thực thụ, với hai đoạn solo trống giữa ba đoạn solo guitar của McCartney, rồi Harrison và Lennon. Mỗi người một phong cách chơi đàn, đứng cạnh nhau, thu âm trực tiếp với tràn trề năng lượng. Với Geoff Emerick, đó là khoảnh khắc đỉnh cao của cả album.
Medley được thu trong nhiều lần riêng biệt khi mỗi ca khúc được thâu theo những kỹ thuật và thành phần tham gia khác nhau. Thông thường, người nghe vẫn tách medley làm 2 phần, và từ "Golden Slumbers" tới hết đôi khi được gọi là Golden Slumbers medley. Phần thâu, cắt, chỉnh sửa và ghép được George Martin, Geoff Emerick phụ trách (cùng Paul McCartney và John Lennon).
Medley kết thúc bởi một câu hát huyền thoại, viết bởi Paul McCartney "And in the end, the love you take is equal to the love you make" ("Tới cuối cùng, tình yêu bạn nhận sẽ bằng với những gì bạn trao"). Một điều mà theo John, đó là "sự hoàn mỹ".

### Her Majesty
Ca khúc cuối cùng của Abbey Road là một ca khúc ẩn sau một đoạn trống 14 giây (vẫn được giữ nguyên trong bản LP và đã bị xóa trong bản CD) sau "The End". "Her Majesty" chỉ dài có 23 giây và nói một cách khá ẩn dụ về nữ hoàng Anh. Nó ban đầu nằm trong medley, giữa "Mean Mr. Mustard" và "Polythene Pam", và Paul McCartney đề nghị John Kurlander – một kỹ thuật viên âm thanh – lược bỏ đi. Tuy nhiên nhân viên này, thay vì xóa bỏ hoàn toàn nó, thì lại đưa lý do rằng mọi ca khúc của The Beatles không thể bị đưa vào sọt rác, vậy nên anh ta chèn vào phía cuối của medley. Thế nhưng việc làm của Kurlander không thực sự hoàn hảo khi vẫn còn đoạn mở đầu của "Polythene Pam" dù cho anh đã cố bỏ hoàn toàn đoạn kết của "Mean Mr. Mustard". Paul McCartney cuối cùng cũng đồng ý.
Không hề được ghi vào danh sách các bài hát của album, "Her Majesty" được coi là ca khúc ẩn đầu tiên của lịch sử nhạc Rock. Năm 2009, trong lần chỉnh âm và ghi lại album dưới dạng CD, các kỹ thuật viên đã tách "Her Majesty" thành một bài hát riêng.

## Bìa đĩa

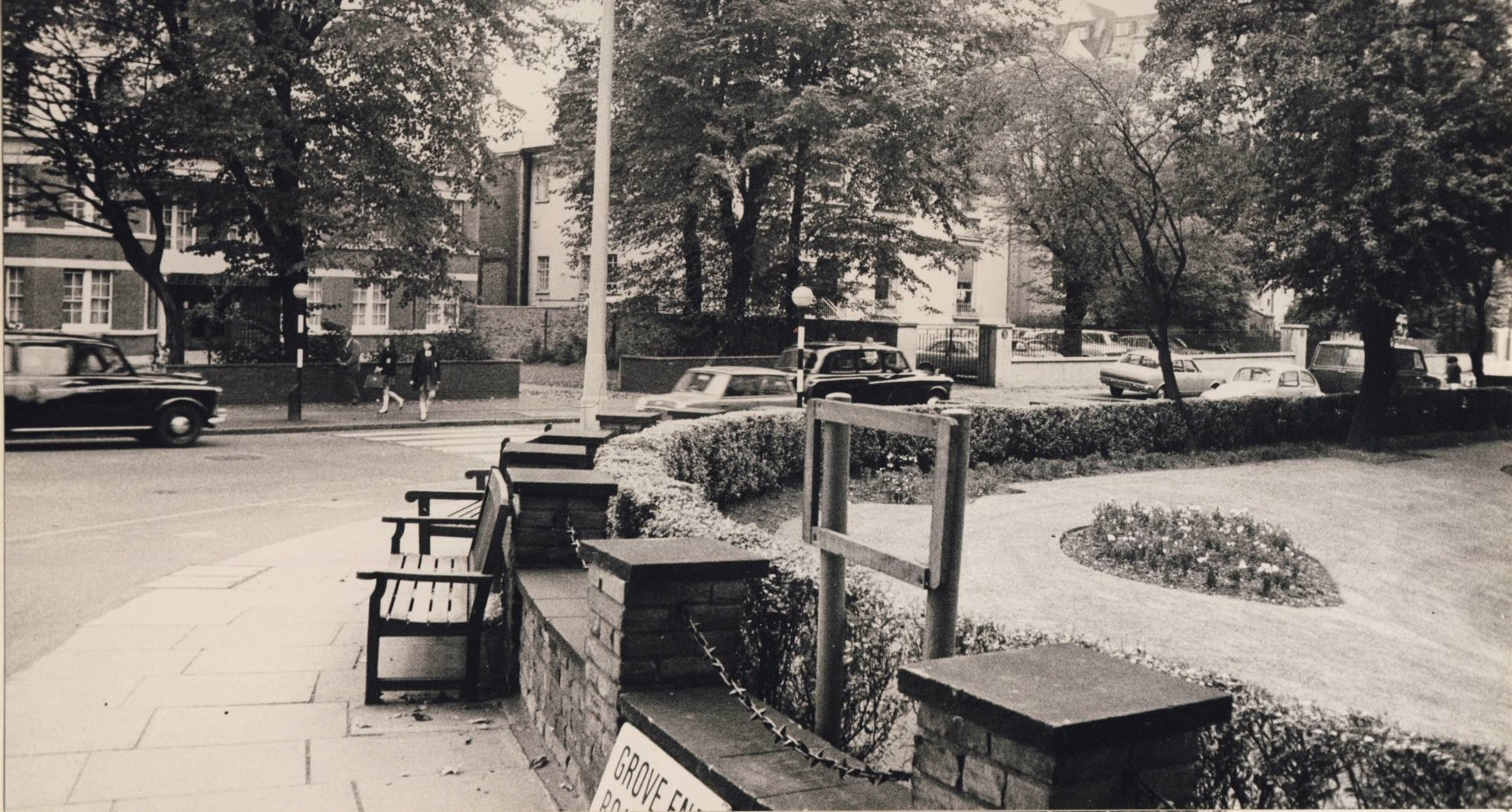
Quang cảnh tại đoạn cắt giữa phố Abbey và phố Glove End, Luân Đôn, tháng 9 năm 1969. Thậm chí ở góc đường có chiếc Volkswagen trắng cũng xuất hiện sau này trong bìa album

Bìa album Abbey Road cùng với Sgt. Pepper là 2 trong số những bìa album nổi tiếng, được ưa thích và cũng hay được người hâm mộ bắt chước lại nhất.
Ý tưởng của bìa đĩa cũng tới từ Paul McCartney. Tên của album chỉ được ghi ở mặt sau. Đoạn đường nổi tiếng là ở phía ngoài phòng thu của EMI, nơi ban nhạc thực hiện hầu hết các bản thu của mình, và là phố Abbey tại đoạn cắt với phố Glove End.
Ngày 8 tháng 8 năm 1969, khoảng lúc 11h rưỡi sáng, nhiếp ảnh gia Iain Macmillan chỉ mất đúng 10' để thực hiện một trong những bức ảnh nổi tiếng nhất thế giới. Để có nó, ông đã phải nhờ cả sự can thiệp của cảnh sát. Ông nhớ lại: "Tôi có nhờ những cảnh sát để họ ngăn đường trong một khoảng thời gian ngắn. Tôi muốn có vài chiếc ô tô, và ban nhạc bước qua, theo một chiều duy nhất, ngay khi những chiếc xe đó vừa vượt. Đó là bức ảnh thứ 5 trong tổng số 6 bức được chụp, chiếc duy nhất mà cả bốn người tạo nên những chữ V hoàn hảo, điều mà tôi mong chờ trong tính hài hòa". Mang đầy tính biểu tượng, The Beatles chọn hướng quay lưng về phía phòng thu chứ không phải ngược lại.
Từ phải sang trái, Lennon dẫn đầu với bộ đồ trắng, sau đó là Starr, McCartney chân trần với điếu thuốc và cuối cùng là Harrison. Ngoài Harrison, tất cả đều mặc complet thiết kế bởi Tommy Nutter.

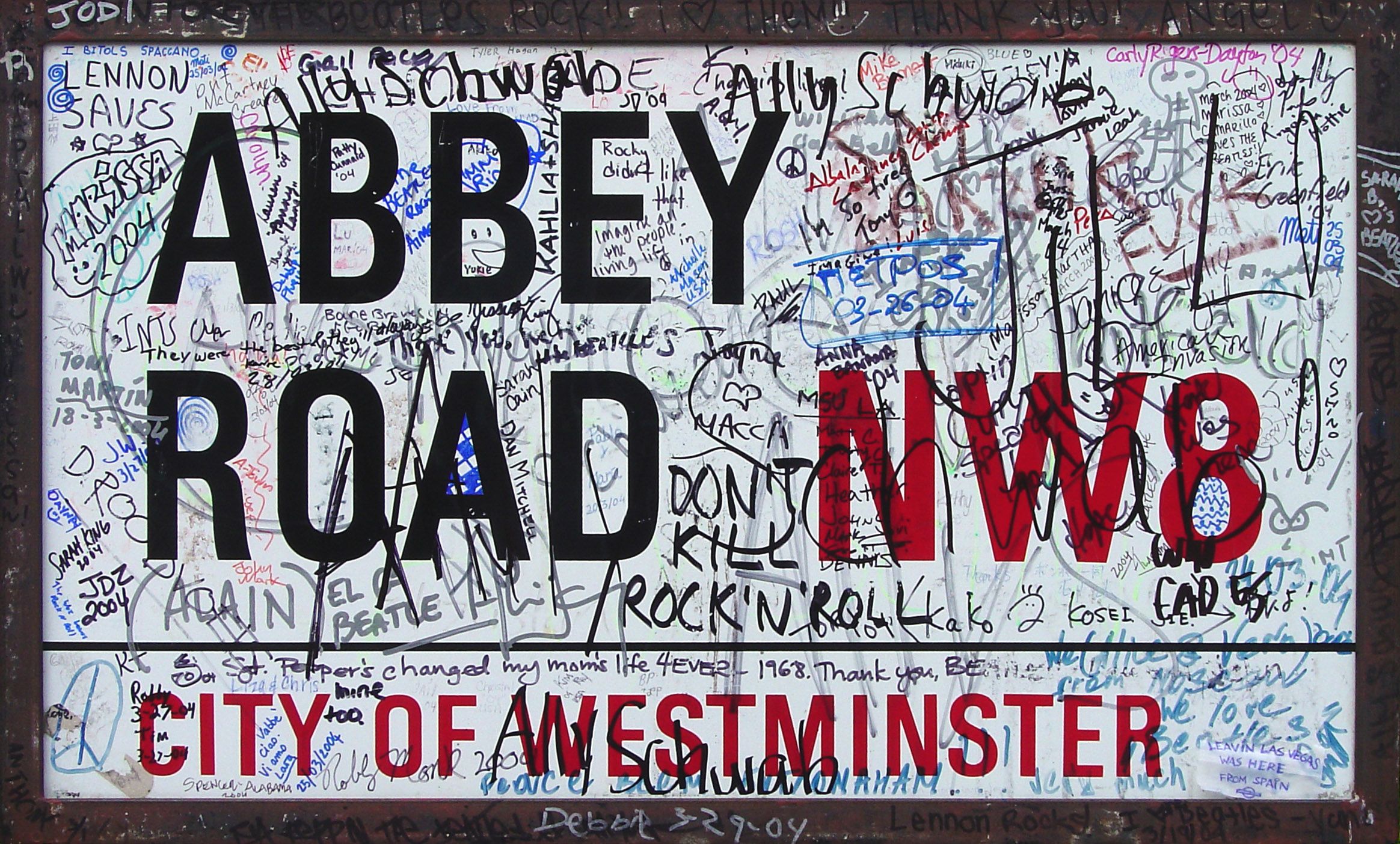
Tấm biển tại phố Abbey năm 2004 với những dòng tri ân của người hâm mộ

Sau khi album phát hành, biển số xe (LMW 28IF) của chiếc Volkswagen Beetle góc phải bức ảnh lập tức bị đánh cắp. Năm 1986, chiếc xe được bán đấu giá 2.530 bảng và từ năm 2001, nó được trưng bày ở một bảo tàng tại Đức. Người đứng góc phải của bức ảnh là Paul Cole - một người khách du lịch người Mỹ tình cờ ngang qua và không hề biết rằng mình có trong hình cho tới khi nhìn thấy album phát hành vài tháng sau. Paul Cole nói anh đã không cùng vợ đi tham quan các bảo tàng và lang thang tại Luân Đôn để du lịch bằng cách hỏi các cảnh sát. Chính Cole cũng vô cùng ấn tượng trước những gì xuất hiện trước mắt "họ như những con vịt" và "một đám lố bịch" khi anh nhìn thấy McCartney đi chân trần mặc complet.
Việc băng qua đường tại góc phố này trở thành một nét văn hóa đặc sắc của thành phố Luân Đôn. Góc phố Abbey-Glove End trở thành địa điểm du lịch nổi tiếng của Luân Đôn nói riêng và của nước Anh nói chung. Trong những năm 70, những bức tường tại ngã tư bị xâm hại nghiêm trọng bởi người hâm mộ. Tấm biển ghi "Abbey Road" tại đoạn giao giữa phố Abbey và phố Glove End cũng vì thế bị buộc phải dỡ và thay vào năm 2007. Chính quyền thành phố đã phải treo tấm biển cao hơn tại bức tường một nhà dân, kèm với đó là việc đảm bảo thay thế và làm sạch nó bởi những người hâm mộ nhiều thế hệ. Thậm chí, những chiếc cột đèn cũng phải được chôn bằng bê tông vì lo ngại sẽ bị đánh cắp.
Ngày 8 tháng 8 năm 2009, hàng trăm người đã tới kỉ niệm tại góc phố này nhân dịp 40 năm ra đời album.

## Danh sách ca khúc
Tất cả các ca khúc được viết bởi Lennon-McCartney, những sáng tác khác được ghi chú bên cạnh.
| Mặt A | Mặt A                                | Mặt A     | Mặt A      |
| STT   | Nhan đề                              | Hát chính | Thời lượng |
| ----- | ------------------------------------ | --------- | ---------- |
| 1.    | "Come Together"                      | Lennon    | 4:20       |
| 2.    | "Something" (George Harrison)        | Harrison  | 3:03       |
| 3.    | "Maxwell's Silver Hammer"            | McCartney | 3:27       |
| 4.    | "Oh! Darling"                        | McCartney | 3:26       |
| 5.    | "Octopus's Garden" (Richard Starkey) | Starr     | 2:51       |
| 6.    | "I Want You (She's So Heavy)"        | Lennon    | 7:47       |

| Mặt B | Mặt B                                     | Mặt B                                   | Mặt B      |
| STT   | Nhan đề                                   | Hát chính                               | Thời lượng |
| ----- | ----------------------------------------- | --------------------------------------- | ---------- |
| 1.    | "Here Comes the Sun" (Harrison)           | Harrison                                | 3:05       |
| 2.    | "Because"                                 | Lennon, McCartney và Harrison           | 2:45       |
| 3.    | "You Never Give Me Your Money"            | McCartney                               | 4:02       |
| 4.    | "Sun King"                                | Lennon, với McCartney và Harrison       | 2:26       |
| 5.    | "Mean Mr. Mustard"                        | Lennon                                  | 1:06       |
| 6.    | "Polythene Pam"                           | Lennon                                  | 1:12       |
| 7.    | "She Came in Through the Bathroom Window" | McCartney                               | 1:57       |
| 8.    | "Golden Slumbers"                         | McCartney                               | 1:31       |
| 9.    | "Carry That Weight"                       | McCartney với Lennon, Harrison và Starr | 1:36       |
| 10.   | "The End"                                 | McCartney                               | 2:05       |
| 11.   | "Her Majesty"                             | McCartney                               | 0:23       |

Ghi chú:
- Bài số 8 và 10 của mặt B đôi khi được ghi chú "The Golden Slumbers Medley".

## Đánh giá
| Đánh giá chuyên môn  | Đánh giá chuyên môn |
| Nguồn đánh giá       | Nguồn đánh giá      |
| Nguồn                | Đánh giá            |
| -------------------- | ------------------- |
| Allmusic             | [ 17 ]              |
| MSN Music            | [ 18 ]              |
| Pitchfork Media      | (10/10)             |
| PopMatters           | tích cực            |
| Rolling Stone        | [ 21 ]              |
| Sputnikmusic         | [ 22 ]              |
| The Daily Telegraph  | [ 23 ]              |
| Consequence of Sound | [ 24 ]              |

Abbey Road là một sự kiện quan trọng của âm nhạc thế giới. Với 20 gần triệu đĩa đã bán, đây là album bán chạy thứ hai của The Beatles chỉ sau Sgt. Pepper. Cụ thể, tháng 6 năm 1970, Allen Klein ghi nhận album bán được 5 triệu bản tại Mỹ; sau khi có thông tin The Beatles tan rã, album đạt doanh số 7 triệu bản trên toàn thế giới (theo EMI, họ bán được 7,2 triệu bản cho tới tháng 10 năm 1972). Abbey Road là album đầu tiên của The Beatles đạt ngưỡng 10 triệu bản vào năm 1980.
Ở Anh, Abbey Road có 11 tuần đứng đầu trong danh sách hit, một sự cạnh tranh gay gắt với Let It Bleed của The Stones và album thứ hai của Led Zeppelin. Sau quãng thời gian đó, bảng xếp hạng không cập nhật vì nghỉ Noel; sau tuần nghỉ, Abbey Road tiếp tục có thêm 6 tuần nữa đứng đầu, nâng tổng số tuần đứng thứ nhất của album lên 17. Abbey Road là album bán chạy nhất tại Anh năm 1969, đứng thứ 4 trong số những album bán chạy nhất thập niên 60. Hết những năm 1970, album vẫn đứng được vị trí thứ 7 trong những album bán chạy nhất của thập niên.
Tại Mỹ, mọi chuyện cũng tương tự, có khác là muộn hơn. 3 tuần sau khi phát hành album, Abbey Road vươn lên vị trí số 1 và ở đó suốt 11 tuần liên tiếp. Tại Billboard 200, album cũng xuất hiện trong 129 tuần. Abbey Road cũng là album thứ 4 trong danh sách các album bán chạy nhất thập niên 60 tại Mỹ và bản phát hành lại vào năm 1987 cũng đứng ở vị trí 69 của Billboard. Album cũng được 12 lần nhận chứng chỉ Bạch kim từ RIAA.
Sau khi phát hành, Abbey Road trở nên vô cùng phổ biến. Nó xuất hiện nhiều trên các ấn phẩm của các trang báo nổi tiếng, như Q, VH1, Time, v.v. Cuối năm 2003, album được xếp ở vị trí thứ 14 trong danh sách 500 album vĩ đại nhất mọi thời đại của tạp chí Rolling Stone. Thành công của Abbey Road còn mang tính thương mại khi các ca khúc trong album đều đứng đầu trong các bảng xếp hạng tại Mỹ, Anh, Pháp khi nó được chỉnh âm và phát hành dưới dạng CD vào năm 2009.
Năm 1970, dù không giành được giải Album của năm, Abbey Road vẫn có được giải Grammy cho thu âm xuất sắc nhất (Grammy for Best Engineered Recording – Non-Classical), giải thưởng mà trước đó, Sgt. Pepper's Lonely Hearts Club Band của họ đã từng nhận vào năm 1968.
Bìa của Abbey Road là một trong những bìa album được hãng đồ chơi của Đan Mạch, Lego, thể hiện trong dịp kỷ niệm 60 năm thành lập của hãng.

## Tin đồn về cái chết của Paul McCartney
Sau khi phát hành Abbey Road, một tin đồn quái gở đã xuất hiện và trở nên phổ biến, thậm chí là lan ra toàn thế giới: đó là Paul McCartney bị tai nạn xe hơi vào tháng 11 năm 1966 và qua đời vào năm 1969.
Hàng loạt "dấu hiệu" được nhắc tới:
– Paul băng qua đường với đôi chân trần, đó là hình ảnh biểu tượng theo phong tục nổi tiếng khi chôn cất của Ấn Độ.
– Biển số xe Volkswagen beetle màu trắng là LMW 28 IF, viết tắt của Living-McCartney-Would be 28 IF (McCartney sống mãi ở tuổi 28), một chi tiết không xác đáng khi Paul mới 27 tuổi khi Abbey Road phát hành. LMW còn có thể là Linda McCartney Weeps (Linda McCartney khóc).
– Paul là người duy nhất trong bức ảnh bìa đi chân phải lên trước, và điều đó khiến nhiều người nghĩ rằng anh bị tai nạn xe đâm từ phía bên phải. Việc Paul cầm điếu thuốc bên tay phải không giống với việc thuận tay trái của anh khiến nhiều người khẳng định đó là một người đóng thế (William Stuart Campbell) chứ không phải Paul.
Với quá nhiều tin đồn, một trong những album solo của Paul McCartney sau này có tên Paul Is Live. Live không có nghĩa là trực tiếp, mà đơn giản là để đối lập với câu "Paul is Dead". Bìa album vẫn là hình Paul đi qua góc đường tương tự như Abbey Road, song anh đường kéo đi bởi một chú chó. Chiếc Volkswagen beetle màu trắng vẫn còn nguyên, nhưng biển số xe được ghi là "51 IS" hàm ý rằng anh 51 tuổi khi album phát hành (1993).

## Đón nhận của công chúng

### Ảnh hưởng văn hóa

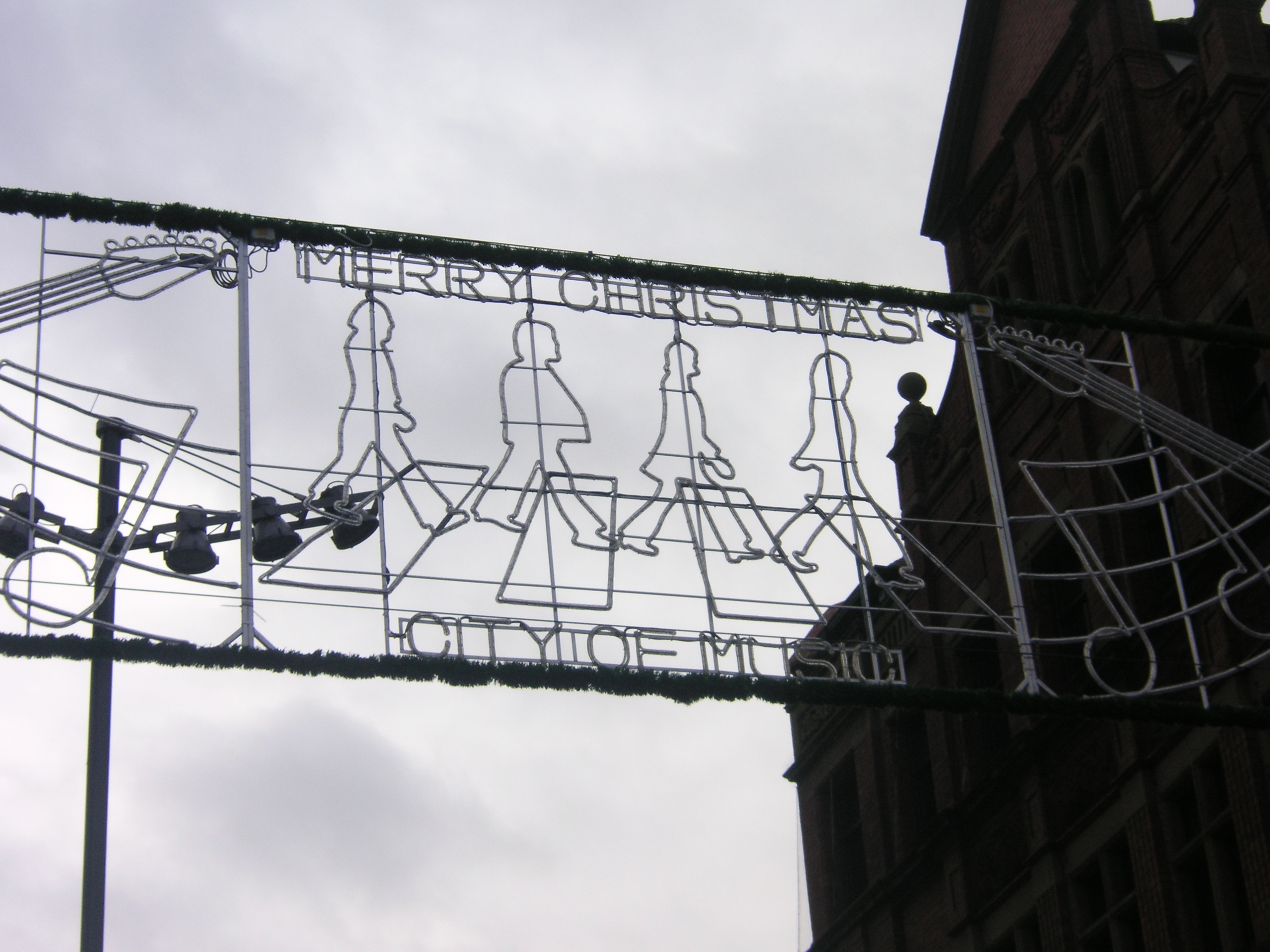
Đèn trang trí City of Music tại Liverpool, quê hương của The Beatles, vào dịp Giáng sinh năm 2007

Tháng 6 năm 1970, phòng thu EMI – tên gọi tồn tại tới trong suốt thời kỳ Beatlemania – chính thức đổi tên thành phòng thu Abbey Road, tên gọi vẫn còn được dùng tới ngày nay.
Abbey Road là điểm nhấn cuối cùng trong sự nghiệp lẫy lừng của The Beatles. Theo đánh giá tạp chí Rolling Stone, đây là một trong những album chỉn chu và đoàn kết nhất của The Beatles. Sau Abbey Road, Let It Be dường như chỉ là một album sót, không có sự tham gia của các Beatle vào việc biên tập và không thực sự có một cấu trúc hoàn chỉnh.
Có lẽ vì vậy mà Abbey Road là album nổi tiếng nhất của The Beatles, hơn cả Revolver, Sgt. Pepper's Lonely Hearts Club Band hay Rubber Soul. Ngoài việc biến góc phố Abbey-Glove End của Luân Đôn trở thành một điểm du lịch được ưa chuộng, album đánh dấu một thời kỳ mới của văn hóa Rock khi góp phần cải tiến những quan điểm sáng tác và đa dạng kỹ thuật thu âm. Album được ghi lại dưới dạng CD từ rất sớm (năm 1987 – album đầu tiên của The Beatles có được vinh dự này) và vẫn trở thành hit sau nhiều thập niên kể từ ngày phát hành.
Album cũng đánh dấu lần cuối cùng hợp tác của bộ đôi sáng tác Lennon-McCartney. Sau Abbey Road, những xích mích giữa 2 huyền thoại âm nhạc vẫn âm ỷ suốt những năm 70 cho tới khi John Lennon bị ám sát tại nhà riêng ở New York vào cuối năm 1980.

### Các lần biểu diễn lại của medley
Một phần của medley được Peter Frampton và ban nhạc Bee Gees hát trong bộ phim Sgt. Pepper's Lonely Hearts Club Band, sau đó là Neil Diamond.
Năm 1997, trong một chương trình tại Royal Albert Hall ở Luân Đôn trong dịp tưởng nhớ các nạn nhân của vụ phun trào núi lửa ở Montserrat, Paul McCartney có hát 3 ca khúc trong medley "Golden Slumbers", "Carry That Weight", "The End". Mark Knopfler và Eric Clapton chơi guitar, Phil Collins chơi trống, dàn nhạc chỉ huy bởi George Martin và một dàn hợp ca phúc âm hát nền.
Tháng 6 năm 2007, Bono, Bob Geldof, Youssou N'Dour và Campino cùng thể hiện "You Never Give Me Your Money", "Carry That Weight" và "Get Up Stand Up" của Bob Marley trong buổi biểu diễn tại hội nghị thượng đỉnh G8 tổ chức ở Đức. Bob Geldof đã mời lần lượt các nguyên thủ George W. Bush, Tony Blair, Nicolas Sarkozy, Romano Prodi, Angela Merkel,... lên sân khấu khi biểu diễn.
Ngày 28 tháng 12 năm 2010, trong chương trình kỉ niệm vinh danh Merle Haggard, Jerry Herman, Bill T. Jones, Oprah Winfrey và Paul McCartney ở Kennedy Center tại Washington D.C., danh ca Steven Tyler đã hát 4 ca khúc của medley "She Came In Through The Bathroom Window", "Golden Slumbers", "Carry That Weight" và "The End". Trong buổi diễn, McCartney vinh dự được ngồi cạnh gia đình của tổng thống Mỹ Barack Obama.
Tại lễ trao giải Grammy lần thứ 54, ngày 12 tháng 2 năm 2012, Paul McCartney đã hát medley với 3 ca khúc "Golden Slumbers", "Carry That Weight" và "The End" để kết thúc chương trình. Phần trình diễn có sự tham gia của Bruce Springsteen, Joe Walsh và Dave Grohl.

### Các album tri ân

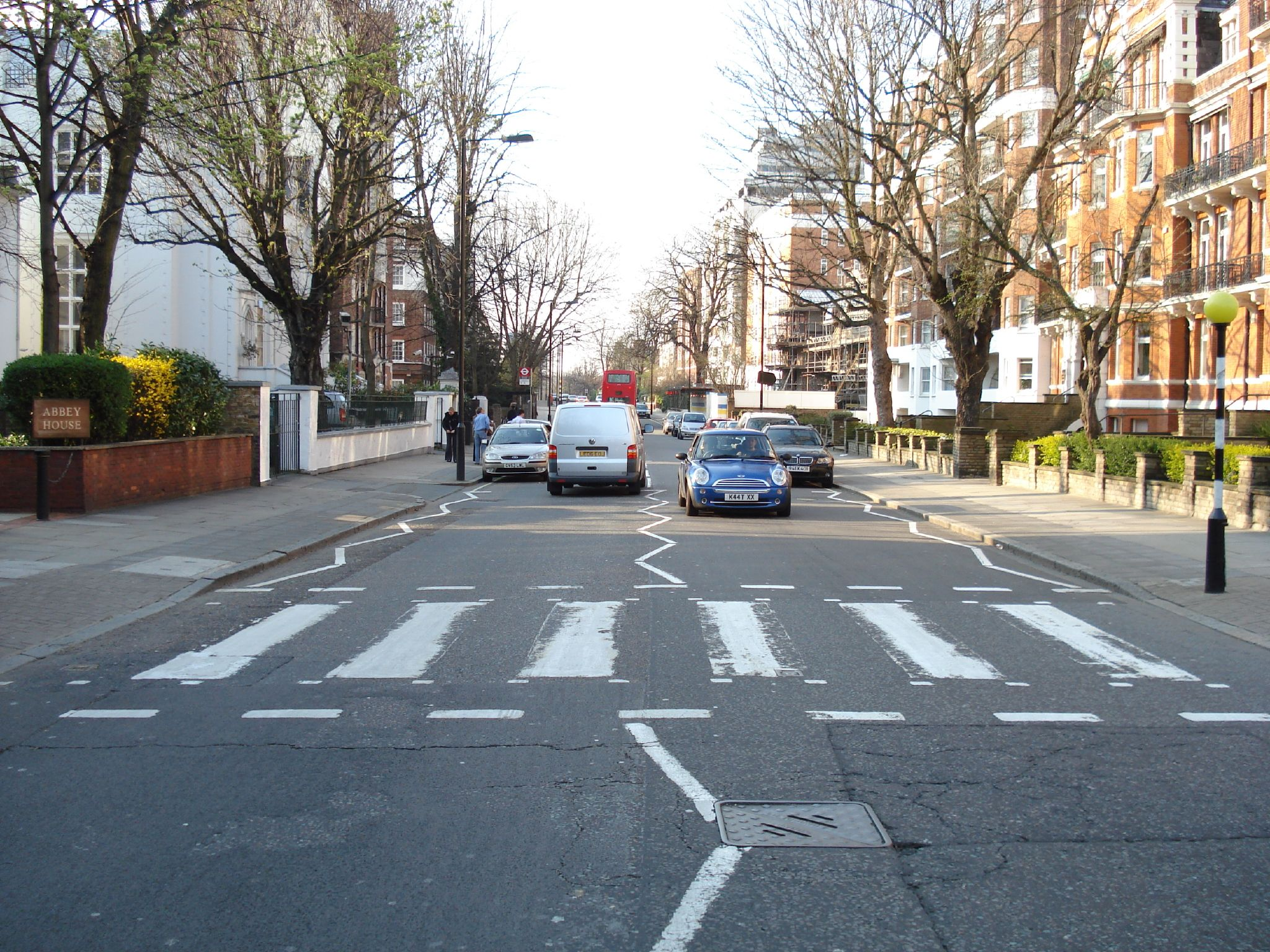
Ảnh góc phố Abbey năm 2007

Rất nhiều ca khúc trong Abbey Road được hát lại trong các buổi trình diễn chính thức, không chính thức, cũng như trong các album. Không những vậy, thậm chí cả album cũng được hát lại toàn bộ trong các ấn phẩm sau này.
Chỉ 1 tháng sau khi phát hành Abbey Road, George Benson cho phát hành album mang tên The Other Side of Abbey Road, một album hát lại gần như hoàn chỉnh toàn bộ album gốc. Cuối năm 1969, Booker T. & the M.G.'s cho phát hành album McLemore Avenue (đại lộ McLemore – địa chỉ của hãng Stax Records) với hình bìa mang hoàn toàn ý tưởng của Abbey Road; các ca khúc trong album đều là các ca khúc của The Beatles và đa phần là của Abbey Road.
Rất nhiều ca sĩ hát lại một phần hoặc hoàn toàn các ca khúc trong của album, bao gồm cả medley, như Phil Collins (trong album tri ân Martin/Beatles In My Life), Soundgarden, Dream Theater, The String Cheese Incident, Transatlantic, The Punkles, Tenacious D, Umphrey's Mcgee, 70 Volt Parade, Furthur, v.v.
Năm 1988, Red Hot Chili Peppers cho ra mắt album The Abbey Road E.P. có bìa album lấy ý tưởng hoàn toàn từ bìa của Abbey Road. Bức ảnh cũng được chụp ở góc phố Abbey-Glove End, thậm chí giống cả động tác và bước chân các thành viên theo thứ tự, song có điều khác là 4 thành viên của Red Hot Chili Peppers hoàn toàn nuy. Tuy nhiên, ngoài phần bìa thì các bài hát trong album không có liên quan với The Beatles.
Năm 2012, Tangerine Kitty ra mắt album Dumb Ways To Die để quảng bá hành động ngăn ngừa tai nạn giao thông ở người trẻ tuổi với tựa game cùng tên, hình ảnh album được lấy ý tưởng hoàn toàn từ Abbey Road tuy nhiên hình ảnh các vạch kẻ qua đường lại thành đường ray xe lửa, các nhân vật trong game bước qua đường ray với cơ thể không lành lặn.

## Xếp hạng
| Năm  | Bảng xếp hạng   | Vị trí cao nhất |
| ---- | --------------- | --------------- |
| 1969 | UK Albums Chart | 1               |
| 1969 | Billboard 200   | 1               |
| 2010 | iTunes Charts   | 3               |

## Thành phần tham gia sản xuất
Theo Mark Lewisohn, Alan W. Pollack và Barry Miles.
The Beatles
- George Harrison – lead, guitar nền, guitar acoustic, guitar bass; hát chính, hát bè và hát nền; hammond organ, harmonium, tay vỗ và thanh la.
- John Lennon – lead, guitar nền, guitar acoustic 6 và 12 dây; hát chính, hát bè và hát nền; piano thường và điện tử; hammond organ, hiệu ứng âm thanh; maracas và sắc xô.
- Paul McCartney – lead, guitar nền, guitar acoustic, guitar bass, fuzz bass; hát chính, hát bè và hát nền; piano thường và điện tử; hammond organ, hiệu ứng âm thanh; tay vỗ và thanh la.
- Ringo Starr – trống, thanh la, trống định âm và tay vỗ; hát chính trong "Octopus's Garden", hát nền.

Các nghệ sĩ khác
- George Martin – piano, harpsichord, organ, harmonium và thanh la.
- Billy Preston – hammond organ trong "Something" và "I Want You (She's So Heavy)".
- Mal Evans – piano, harmonica, harmonium, thanh la, hát nền và đe (trong "Maxwell's Silver Hammer").
- "Something" và "Here Comes the Sun" – dàn nhạc phối khí và chỉ huy bởi George Martin và George Harrison.
- "Golden Slumbers", "Carry That Weight" và "The End" – dàn nhạc phối khí và chỉ huy bởi George Martin và Paul McCartney.

## Phát hành
| Quốc gia      | Ngày phát hành       | Hãng đĩa               | Định dạng   | Mã              |
| ------------- | -------------------- | ---------------------- | ----------- | --------------- |
| Anh           | 26 tháng 9 năm 1969  | Apple, Parlophone      | LP          | PCS 7088        |
| Hoa Kỳ        | 1 tháng 10 năm 1969  | Apple, Capitol         | LP          | SO 383          |
| Nhật Bản      | 21 tháng 5 năm 1983  | Toshiba-EMI            | CD          | CP35-3016       |
| Toàn thế giới | 10 tháng 10 năm 1987 | Apple, Parlophone, EMI | CD          | CDP 7 46446 2   |
| Nhật Bản      | 11 tháng 3 năm 1998  | Toshiba-EMI            | CD          | TOCP 51122      |
| Nhật Bản      | 21 tháng 1 năm 2004  | Toshiba-EMI            | LP chỉnh âm | TOJP 60142      |
| Toàn thế giới | 9 tháng 9 năm 2009   | Apple                  | CD chỉnh âm | 0946 3 82468 24 |